# Kinoshita Junji
Kinoshita Junji (japanisch 木下 順二; * 2. August 1914 in Tokio; † 30. Oktober 2006 ebenda) war ein japanischer Dramatiker und Übersetzer.

## Leben und Wirken
Kinoshita studierte englische Literatur mit dem Schwerpunkt des elisabethanischen Zeitalters an der Universität Tokio. Sein erstes Drama (Fūrō) verfasste er nach dem Abschluss des Studiums 1936, es wurde aber erst elf Jahre später veröffentlicht. Nach dem Krieg unterrichtete er an der Meiji-Universität.
Sein erfolgreichstes Drama war Yūzuru (夕鶴). Es wurde 1949 von der von ihm 1947 gegründeten Theatergruppe Budō no Kai (葡萄の会) –　„Weintrauben-Gesellschaft“　aufgeführt, gefolgt von seinem Erstwerk Fūrō (風浪, 1953). In den 1950er und 1960er Jahren war er einer der bedeutendsten Vertreter des modernen Dramas in Japan und galt als japanischer Henry Miller. Angeregt von Yanagita Kunios „Zenkoku mukashibanashi kiroku“ (全国昔話記録) – „Kompendium japanischer Volkslegenden“ entwickelte Kinoshita eine neue Art des Dramas, „Minwageki“ (民話劇) – „Legenden-Drama“.
1978 wurde Kinoshita mit dem Yomiuri-Literaturpreis ausgezeichnet. Er legte zudem eine Übersetzung des dramatischen Gesamtwerkes von William Shakespeare vor und verfasste mehrere literaturtheoretische Schriften. Für Dorama no sekai (Die Welt des Dramas) erhielt er 1959 den Mainichi-Kulturpreis und sein Werk Shigosen no matsuri (子午線の祀り) wurde 1979 mit dem Mainichi-Kunstpreis ausgezeichnet. Bereits 1966 war er für seinen einziger Roman Mugen kidō (無限軌道) – Straße ohne Ende, mit dem Mainichi Kunstpreis ausgezeichnet worden.

## Werke
- Fūrō, 1934
- Yūzuru, 1949
- Tsuru Nyōbō, 1943
- Yamanami, 1949
- Kurai hibana, 1950
- Kaeru shōten, 1951
- Onnyoro seisuiki, 1957
- Okinawa, 1961
- Ottō to yobareru Nihonjin, 1962
- Fuju no jidai, 1964 (über Richard Sorge)
- Shimpan, 1970